# Nate Dogg
Натаніель Дуейн Гейл (англ. Nathaniel Dwayne Hale; 19 серпня 1969, Лонг-Біч, Каліфорнія, США — 15 березня 2011, Лонг-Біч, Каліфорнія, США), більш відомий як Нейт Догг (англ. Nate Dogg) — американський репер і співак у стилі джі-фанк. Він здобув визнання за участь у безлічі хітових реп-пісень між 1992 і 2007 роками, здобувши титул «Король гуків». Був номінований на чотири премії «Греммі».

## Раннє життя
Натаніель Дуейн Гейл народився в Лонг-Біч, штат Каліфорнія, хоча деякі джерела стверджують, що він народився в Кларксдейлі, штат Міссісіпі, а до Лонг-Біч переїхав у підлітковому віці. Він почав співати, ще будучи дитиною, в церковному хорі New Hope Baptist Church у Лонг-Біч, і в Life Line Baptist Church у Кларксдейлі, де його батько (Деніел Лі Гейл) був священиком. У 16 років він покинув школу і пішов з дому, щоб служити в Корпусі морської піхоти США, де прослужив три роки. З своїм двоюрідним братом Снуп Доггом та другом Warren G перебували в банді Rollin' 20's Crips східного району Лонг-Біч.

## Кар'єра
У 1990 році Нейт Догг, Снуп Догг та Warren G створили реп-тріо під назвою 213. Ця назва означала код штату Каліфорнія. Вони записали свою першу демокасету в задній частині магазину платівок V.I.P. у Лонг-Біч. Пізніше цей демозапис на вечірці почув Dr. Dre.
Офіційний дебют відбувся на альбомі Dr. Dre The Chronic 1992 року, після чого він підписав контракт з лейблом Death Row Records у 1993 році. Фірмовий вокал Нейта, що доповнював нове гангста-реп-звучання джі-фанк, був добре сприйнятий критиками. Наступна його поява — альбом Doggystyle Снуп Догга. У 1994 році разом з Warren G випустив сингл «Regulate», який став хітом.
Того ж року Нейт також взяв участь у записі пісні «How Long Will They Mourn Me?» з альбому Thug Life Thug Life: Volume 1. У липні 1998 року, після відходу Нейта з Death Row, лейбл випустив його подвійний альбом G-Funk Classics, Vol. 1 & 2, після дворічної затримки.
2001 року з ним уклав контракт лейбл Elektra Records, після чого вийшов альбом Music & Me. Альбом вирізнявся великим списком запрошених музикантів.
Однойменний альбом Nate Dogg, записаний з 2002 по 2003 рік, мав вийти у 2003 році, але після численних затримок та відкладень, випуск відбувся у 2008 році через Інтернет.
2004 рік ознаменувався возз'єднанням 213. Троє друзів випустили альбом The Hard Way. Альбом дістався 4-го місця в чарті Billboard 200, а також побував у багатьох інших хіт-парадах.
Нейт Догга часто запрошували співати приспів на треках інших виконавців. Серед його успішних колаборацій: «All About U» Тупака, «The Next Episode» від Dr. Dre, «Gangsta Nation» Westside Connection, «Oh No» Mos Def, «Can't Deny It» Fabolous, «Area Codes» Ludacris, «Behind the Walls» Kurupt, «Ooh Wee» Марка Ронсона, «I Like That» Houston, «'Till I Collapse», «Never Enough» та «Shake That» Емінема, «21 Questions» 50 Cent, а також «Have a Party» Mobb Deep.

## Проблеми із законом
Нейту було пред'явлено звинувачення у пограбуванні магазину у 1991 році та у пограбуванні Taco Bell у 1994 році, але згодом він був виправданий. 
У 1996 році його було засуджено за злочин, пов'язаний з наркотиками, в окрузі Лос-Анджелес.
17 червня 2000 року Нейт Догга заарештували за нібито напад на свою колишню дівчину та підпал автомобіля її матері в Лейквуді, і пред'явлено звинувачення у викраденні людини, домашньому насильстві, терористичних погрозах та підпалі Dr. Dre posted a $1 million bond.. Його відпустили під заставу в 1 мільйон доларів, внесену Доктором Дре. Звинувачення були зняті, оскільки він не визнав себе винним у незаконному зберіганні зброї злочинцем, і отримав штраф у розмірі 1000 доларів та три роки випробувального терміну. 
12 квітня 2002 року він був заарештований у штаті Арізона за зберігання вогнепальної зброї та канабісу в своєму гастрольному автобусі, через що його було заарештовано, а потім звільнено під заставу в розмірі 3500 доларів. У травні він був засуджений до випробувального терміну за зберігання наркотиків та громадсько-корисних робіт. Також він був зобов'язаний ходити на консультації з лікування наркозалежності.
У липні 2006 року Гейлу було пред'явлено звинувачення у незаконному проникненні за обтяжуючих обставин, телефонних домаганнях, нападі з побиттям, відмовлянні свідка від повідомлення про злочин та порушенні заборонної постанови. 20 березня 2008 року, визнавши себе винним у незаконному проникненні та побитті, він втратив право володіння зброєю на десять років, отримав три роки умовного терміну та був направлений до програми втручання у разі домашнього насильства.
23 червня 2008 року Нейту було пред'явлено звинувачення за двома пунктами звинувачення у тяжких злочинах – погрозах та одному пункті звинувачення у переслідуванні за нібито погрози його дружині електронними листами та переслідування її на міжштатній автомагістралі 405. Він не визнав себе винним. У квітні 2009 року, оскільки ймовірна жертва не зв'язалася з прокурорами, звинувачення були зняті. Його також засудили за керування транспортним засобом у стані наркотичного сп'яніння.

## Інсульти та здоров'я
19 грудня 2007 року Nate Dogg переніс інсульт. Про це повідомив керівник його нещодавно освіченого церковного хору Innate Praise. Як стверджували ЗМІ, Натаніель був доставлений до лікарні Pomona Valley Medical Center міста Помона, Каліфорнія.
Еріка Беквіт розповіла MTV News, що Нейта виписали 26 грудня після лікування інсульту, і він був направлений до медико-реабілітаційної установи для подальшого лікування. У січні 2008 року було офіційно оголошено, що інсульт спричинив параліч лівої сторони тіла. Лікарі вважали, що Натаніель повністю вилікуватиметься, і на його голосі це ніяк не позначиться. Але 12 вересня 2008 року у нього стався другий інсульт. Warren G пізніше підтвердив, що після другого інсульту Nate лікується за допомогою фізіотерапії у спробі повернутися до нормального життя, але залишається незрозумілим, чи зможе він продовжувати кар'єру музиканта.

## Смерть
Nate Dogg помер 15 березня 2011 в Лонг-Біч у віці 41 року в результаті ускладнень від двох інсультів, перенесених раніше в 2007 і 2008 роках. Свої співчуття сім'ї та близьким Натаніеля висловили його колеги та друзі: Ludacris, The Game, 50 Cent, Snoop Dogg, Daz Dillinger, Xzibit, Mr. Capone-E, Еріка Баду, Murs, Big Pooh, Big Syke, Fabolous, Shade Sheist, Knoc-Turn'al, Ice-T, Рік Росс, Warren G, Lil Jon, Емінем та Лупе Фіаско. Репер The Game менш ніж через 48 годин після смерті Натаніеля записав триб'ют-пісню під назвою «All Doggs Go to Heaven (RIP Nate Dogg)», в якій звучать семпли з вокалом Nate Dogg з пісень «Area Codes» і «The Next Episode».
26 березня 2011 року відбулися похорони, проводити в останній шлях Натаніеля прийшли багато друзів і колег, у тому числі Snoop Dogg, Warren G, Dr. Dre, The Game, Xzibit та багато інших. Похований у меморіальному парку Форест-Лоун у місті Лонг-Біч.

## Музичний стиль
Нейт Догг був відомий своїм глибоким, мелодійним вокалом, його музику часто описують як суміш R&B та хіп-хопу, а його вокальний діапазон коливається між тенором та баритоном. Сам він вважав, що на його голос та стиль найбільше вплинула госпел-музика, яку він виконував у церковному хорі в дитинстві, хоча він також виріс, слухаючи соул, і називав Марвіна Ґея, Стіві Вандера та Моріса Вайта з Earth, Wind & Fire одними зі своїх найбільших музичних натхнень.

## Спадщина

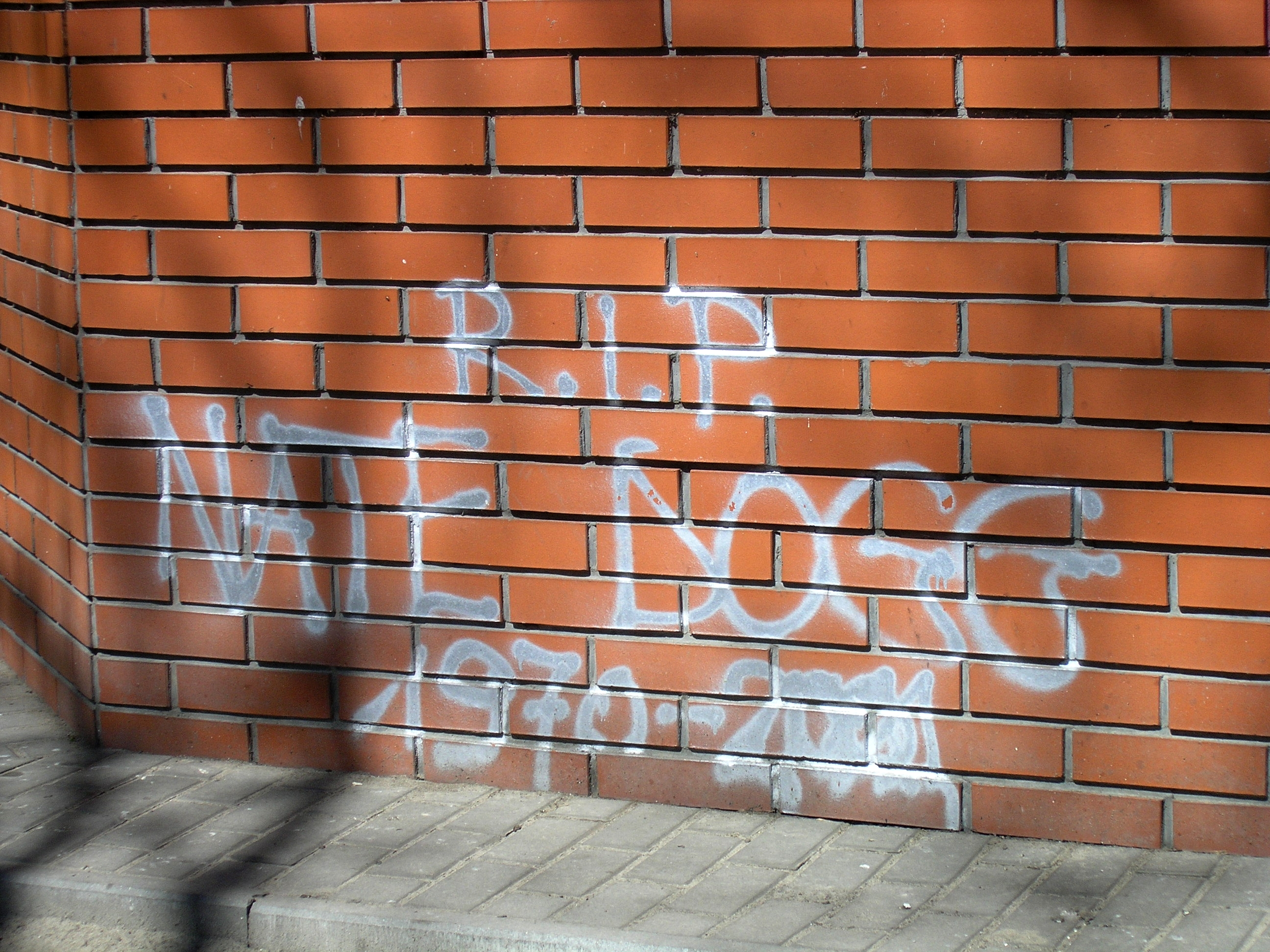
Графіті на алеї Солідарності у Варшаві, Польща.

Нейт вважається винахідником «гангста-співу» — стилю співу, який полягав у поєднанні R&B та соул-вокалу з гангста-реп-текстами. Цей стиль мав великий вплив на міську культуру, і пізніше його використовували такі відомі R&B-виконавці, як Р. Келлі та Кріс Браун.
У Nate Dogg також залишилося двоє синів, які згодом стали реперами: Lil Nate Dogg та NHale. NHale, який раніше займався футболом, згодом розпочав музичну кар'єру, ставши джі-фанк виконавцем. Багато музичних критиків зауважують, що голос NHale дуже схожий на голос батька. 5 лютого 2020 року він випустив мініальбом Young OG, а у 2021 році випустив другий мініальбом The Next Episode.

## Дискографія
Студійні альбоми
- 1998 — G-Funk Classics, Vol. 1 & 2
- 2001 — Music & Me
- 2003 — Nate Dogg

Спільні альбоми
- 2004 — The Hard Way (у складі 213)

Компіляції
- 2002 — Essentials

Мікстейпи
- 2001 — Nate Dogg and Friends
- 2009 — Tha Bosses
- 2010 — G-Funk Mix

## Фільмографія
- Пісня «One More Day» увійшла до саундтреку фільму Dr. Dre — «Murder Was the Case», зі Snoop Dogg у головній ролі (1994)
- Пісня «I Got Love» увійшла до саундтреку фільму «Перевізник» (2002)
- Виконавець великої пісні скетчу The Braided Bunch шоу Doggy Fizzle Televizzle (2002—2003)
- Зіграв самого себе у фільмі «Глава держави» (також виконавець/композитор великої пісні) (2003)
- Трек «Keep it Coming» увійшов до саундтреку гри Need for Speed: Underground (2003)
- Брав участь у озвучуванні анімаційного серіалу «Гетто» (2007)

## Нагороди та номінації
Nate Dogg був номінований на чотири премії «Греммі».
| Категорія                                                        | Жанр | Пісня              | Рік  | Підсумок  |
| ---------------------------------------------------------------- | ---- | ------------------ | ---- | --------- |
| Найкраща реп/вокальна співпраця (разом з Eminem)                 | Реп  | «Shake That»       | 2007 | Номінація |
| Найкраща реп/вокальна співпраця (разом з Ludacris)               | Реп  | «Area Codes»       | 2003 | Номінація |
| Найкраще реп-виконання дуетом або групою (Dr. Dre та Snoop Dogg) | Реп  | «The Next Episode» | 2001 | Номінація |
| Найкраще реп-виконання дуетом або групою (разом з Warren G)      | Реп  | «Regulate»         | 1995 | Номінація |